# Brad Katsuyama
Bradley «Brad» Katsuyama (Markham, Canadá 1979) es un ejecutivo de servicios financieros, que trabajó como presidente, CEO y cofundador de la IEX. Katsuyama es también el foco de Flash Boys, un libro de no ficción de Michael Lewis sobre el  comercio de alta frecuencia (HFT) en los mercados financieros.

## Vida personal
Katsuyama nació en 1979 en Markham, Ontario, Canadá y se graduó ende la Wilfrid Laurier University en Waterloo, Ontario. Vive en Nueva York con su esposa Ashley y sus dos hijos, Brandon and Rylan.